# Flaga Sudanu Południowego
Flaga Sudanu Południowego – jeden z symboli tego państwa. Została przyjęta wraz z podpisaniem traktatu pokojowego, który zakończył II wojnę domową w Sudanie. Flaga ta wcześniej była używana przez Ludową Armię Wyzwolenia Sudanu. Flaga jest podobna do flagi Kenii, z dodatkiem złotej gwiazdy w błękitnym trójkącie. Kolory reprezentują południowych Sudańczyków (czarny), krew przelaną za wolność (czerwony), ziemię (zielony) oraz wody Nilu (błękitny). Złota gwiazda, symbolizuje zjednoczenie stanów Sudanu Południowego.

## Wersje flagi

Jedna z wielu flag Dnia Niepodległości
Sztandar prezydencki

### Flagi historyczne

Flaga używana w latach 2011–2023
Flaga z lat 2011–2023, wersja z przekrzywioną gwiazdą
Flaga południowosudańskiego rządu Gordona Muortata Mayena(inne języki) i Republiki Nilu (1969–1971)

### Flagi wojskowe

Flaga Sił Zbrojnych Sudanu Południowego (od 2011)
Flaga Sił Zbrojnych Sudanu Południowego (do 2011)
Znak lotnictwa wojskowego SSAF(inne języki)

### Flagi ruchów politycznych

Ruch Wyzwolenia Sudanu Południowego(inne języki)
Front Ocalenia Narodowego (Sudan Południowy)(inne języki)
Zjednoczony Front Demokratyczny (Sudan Południowy)(inne języki)
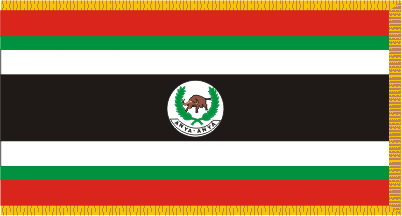
Anyanya
Front Wyzwolenia Azanii(inne języki)
SPLA-Nasir(inne języki)

#### Flagi Ludowego Ruchu Wyzwolenia Sudanu

1983
1995